# Giorgi Danelia
Giorgi Danelia (sinh ngày 17 tháng 9 năm 1991) là một Youtuber và doanh nhân người Georgia. Anh được biết đến nhiều nhất ở Georgia với các vlog, video mở hộp và thử thách cùng gia đình. Anh có tổng cộng 19 triệu lượt xem và 105 000 người đăng ký. Anh cũng có một kênh Youtube khác tên là, GD Squad, nơi anh đăng các trò đùa và vlog hàng ngày với bạn bè của mình. Kênh Youtube thứ ba "GD Tech" nói về công nghệ mở hộp, đánh giá và thử nghiệm chúng.
Ngoài giải trí internet, Giorgi Danelia đã thành lập các công ty Copter, Copter Tech và Agricopter, chuyên về ghi hình ảnh-video.

## Tiểu sử
Giorgi Danelia sinh ngày 17 tháng 9 năm 1991 tại Tbilisi. Năm 2008-2012, ông theo học tại Đại học Kỹ thuật Gruzia về lĩnh vực công nghệ thông tin, và năm 2014-2016 tại Học viện Các vấn đề Công cộng của Gruzia về lĩnh vực quan hệ công chúng và tiếp thị.